# San Nicolás Quialana
San Nicolás Quialana es una comunidad en el Municipio de Zimatlán de Álvarez en el estado de Oaxaca , México. San Nicolás Quialana está a 1477 metros de altitud.

## Geografía
Está ubicada a 16° 30' 18.36"  latitud norte y 96° 27' 51.12"  longitud oeste.

## Población
Según el censo de población de INEGI del 2010: la comunidad cuenta con una población total de 1042 habitantes, de los cuales 573 son mujeres y 469 son hombres. Del total de la población 11 personas hablan alguna lengua originaria.

## Ocupación
El total de la población económicamente activa es de 381 habitantes, de los cuales 273 son hombres y 108 son mujeres.